# José Bernardino Batista Pereira de Almeida
José Bernardino Batista Pereira de Almeida (Campos dos Goytacazes, 20 de maio de 1783 — Niterói, 29 de janeiro de 1861) foi um advogado e político brasileiro.
Foi ministro da Fazenda, de 18 de junho a 25 de setembro de 1828, e ministro da Justiça, de 25 de setembro a 22 de novembro de 1828.